# Idro
Idro är en kommun i provinsen Brescia i regionen Lombardiet i Italien. Kommunen hade 1 862 invånare (2018).